# Sahiwalboskap

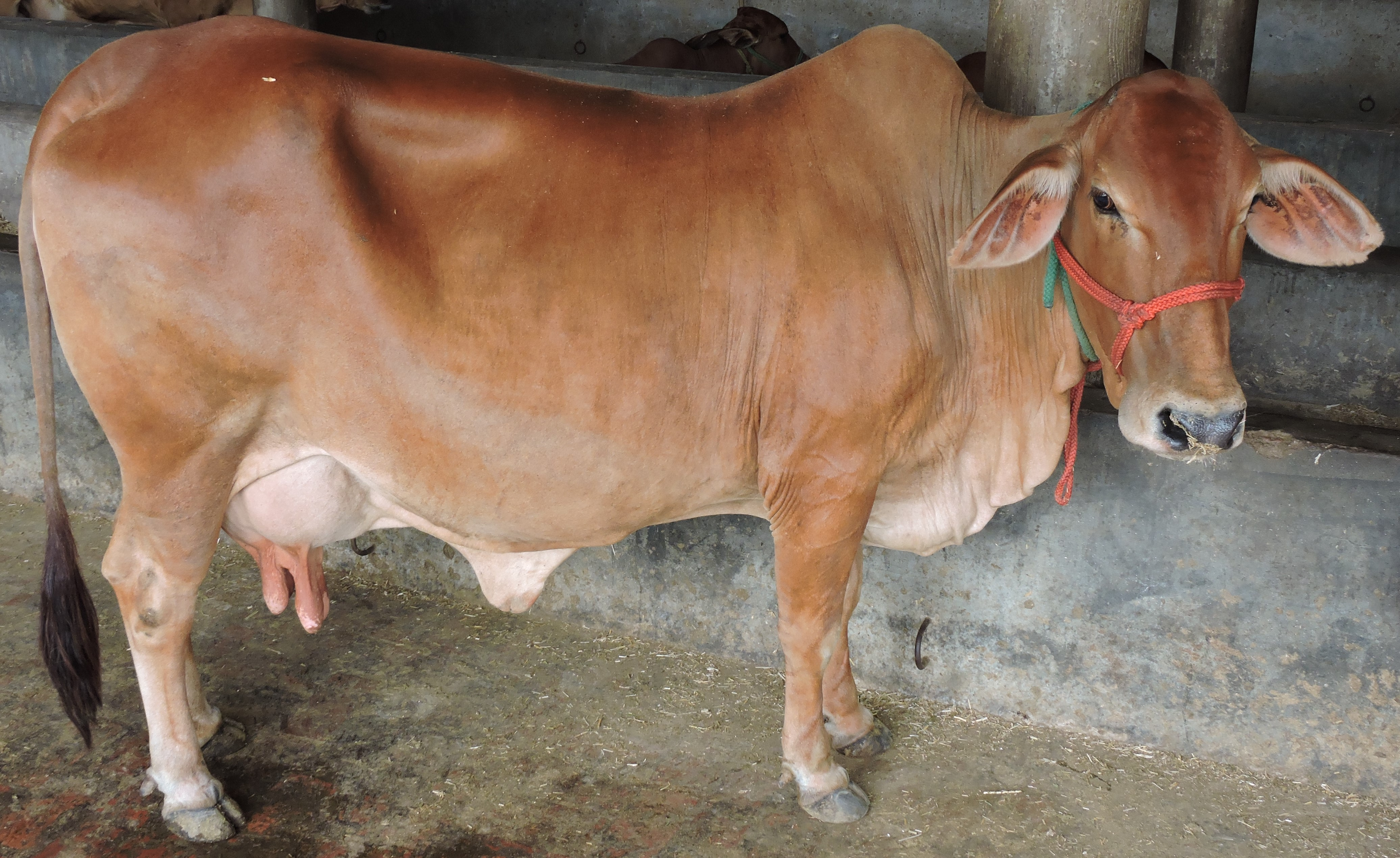
Ko av rasen sahiwal.

Sahiwal är en ras av nötkreaturet zebu, som i första hand används i mjölkproduktion, främst i Pakistan och Indien. Kon producerar omkring 2 270 kg mjölk per år under digivning.